# 17008 Anamariaperez
17008 Anamariaperez este o planetă minoră (asteroid), cu un diametru de 5,891 km, din centura de asteroizi. A fost descoperită pe 12 februarie 1999 la Experimental Test Site⁠(d) de Lincoln Near-Earth Asteroid Research. 
Obiectul prezintă o orbită caracterizată de o semiaxă mare de 2,9755486 UAi, o excentricitate de 0,11, o înclinație de 7,58142 ° în raport cu ecliptica.